# بری المحس
بری المحس (به عربی: بری المحس) یک محله در سودان است که در خارطوم واقع شده‌است. بری المحس ۳۸۹ متر بالاتر از سطح دریا واقع شده‌است.